# Gordon Smiley
Gordon Eugene Smiley (ur. 20 kwietnia 1946 w Omaha, zm. 15 maja 1982 w Indianapolis) – amerykański kierowca wyścigowy.
Większość swojej kariery spędził w klasie samochodów sportowych, odnosił jednak sukcesy także w pojazdach o otwartym nadwoziu. W 1979 roku wygrał wyścig na torze Silverstone zaliczany do punktacji Aurora F1 Series.
W latach 1980–1982 wziął udział w siedmiu wyścigach serii Indy Car. Najlepsze miejsce, szóste, osiągnął w swoim debiucie, na torze owalnym Ontario Speedway.
Zginął tragicznie podczas kwalifikacji do wyścigu Indianapolis 500 w 1982 roku. Chcąc przekroczyć barierę 200 mil na godzinę – na drugim okrążeniu pomiarowym – stracił kontrolę nad prowadzonym przez siebie Marchem w zakręcie numer trzy i po nieudanej próbie korekty, uderzył czołowo w ścianę. Bolid w jednej chwili rozpadł się na części i stanął w płomieniach. Kierowca został rozpłatany przez części bolidu i wyrzucony w powietrze.

Pędząc do resztek pojazdu Smileya, zauważyłem na torze jakąś szarą substancję, która prowadziła do kierowcy. Kiedy dobiegłem do samochodu, byłem w szoku widząc, że kask Smileya zniknął z jego głowy wraz z częścią czaszki. Jego ciało było pocięte przez drut kolczasty oraz przez części samochodu. Ten materiał na asfalcie to była większość jego mózgu. Kask został wyrwany siłą z głowy kierowcy przez ogromne uderzenie. Zawiozłem rozpłatane ciało do kliniki medycznej na torze. Po kilku badaniach, odkryłem że prawie wszystkie kości w jego ciele były pokruszone, a narządy w środku pocięte. Wyglądało to, jak by został zaatakowany przez wielkiego rekina. Do dziś nie zapomnę tego widoku...

- Dyrektor medyczny CART, Steve Olvey, w swojej autobiografii

Wypadek Smileya do dzisiaj jest uważany za jeden z najbrutalniejszych oraz najbardziej szokujących wypadków w historii sportów motorowych.

## Starty w Indianapolis 500
| Rok  | Nadwozie | Silnik   | Start | Wynik | Uwagi                 |
| ---- | -------- | -------- | ----- | ----- | --------------------- |
| 1980 | Phoenix  | Cosworth | 20    | 25    | Awaria turbosprężarki |
| 1981 | Wildcat  | Cosworth | 8     | 22    | Wypadek               |